# Одін Бйортуфт
Одін Лурас Бйортуфт (норв. Odin Luras Bjørtuft, нар. 19 грудня 1998, Шієн, Норвегія) — норвезький футболіст, центральний захисник клубу «Буде-Глімт».

## Ігрова кар'єра

### Клубна
Одін Бйортуфт народився у місті Шієн і почав займатися футболом у клубі аматорського рівня. У 2015 році він приєднався до молодіжної команди місцевого клубу «Одд», з яким у жовині 2017 року підписав професійний контракт. У квітні 2018 року Бйортуфт дебютував на професійному рівні у першій команді у матчі на Кубок Норвегії. Першу гру в чемпіонаті Норвегії захисник провів у квітні наступного року. Загалом у складі першої команди «Одда» Бйортуфт провів понад сто матчів.
У січні 2023 року Одін Бйортуфт перейшов до складі віце - чемпіона країни клубу «Буде-Глімт», з яким підписав контракт до кінця 2026 року.

### Збірна
Одін Бйортуфт провів сім матчів у складі молодіжної збірної Норвегії.

## Титули і досягнення
- Чемпіон Норвегії (1):

«Буде-Глімт»: 2023